# Susan Smith
Susan Leigh Vaughan Smith (Union, Carolina del Sur; 26 de septiembre de 1971) es una mujer estadounidense condenada a cadena perpetua por el asesinato de sus hijos.

## Biografía
El 22 de julio de 1995 fue encontrada culpable de haber asesinado a sus hijos, Michael Daniel Smith de tres años de edad (nacido el 10 de octubre de 1991) y Alexander Tyler Smith, de catorce meses de edad (nacido el 5 de agosto de 1993), la noche del 25 de octubre de 1994. El caso ganó fama internacional, luego de varias conferencias de prensa que ofreció Smith, llorando y diciendo que un hombre afroamericano había secuestrado el auto con sus hijos adentro.
Susan, quien estaba casada con David Smith, tenía un amorío extramatrimonial con un hombre que la dejó mediante una carta en la que le explicaba que «el problema en nuestra relación son tus —de Smith— hijos». Smith comenzó a odiar a sus hijos, llevándola a asesinarlos la noche del 25 de octubre de 1994. Esa noche, Smith colocó a los niños en la parte trasera del automóvil familiar y condujo hacia un camino de tierra rural, que estaba rodeado por un lago. Allí, puso el auto en un barranco y le quitó el freno de mano. El auto se hundió con los niños dentro, quienes se ahogaron. Fue condenada de treinta años de cárcel a cadena perpetua el 27 de julio de 1995. Podrá optar por libertad condicional en noviembre de 2024.
Tanta repercusión tuvo el caso que en la serie de HBO, Oz el personaje de Shirley Bellinger está basado en ella. En la serie animada "South Park", aparece un fragmento similar a la escena del asesinato hecho por Susan Smith, en el capítulo "El show de Butters", de la temporada 5.